# Mauristen
De Congregatie van Saint-Maur, ook gekend als de mauristen of maurinen, was een 
congregatie van benedictijnse monniken die gesticht werd in 1621 en befaamd was voor de eruditie en geleerdheid van een aantal van zijn leden. De congregatie werd genoemd naar de heilige Maurus . Maurus is overleden in 565 en was een leerling van Benedictus van Nursia die de Regel van Benedictus in Gallië zou ingevoerd hebben. 
De orde der mauristen werd opgeheven door de Constituante van 1789.

## Geschiedenis
In de 14e eeuw kende het monastieke leven een terugval en verzwakking. De geloften en de regel werden niet meer of laks gerespecteerd. De honderdjarige oorlog was zeker niet vreemd aan dit verval. Ook de Hugenotenoorlogen in de tweede helft van de zestiende eeuw hebben tot die achteruitgang van het religieuze leven bijgedragen.   Als reactie hierop gingen een aantal abdijen zich verenigen, vooral in de late 16e eeuw mede in navolging van de besluiten van het Concilie van Trente (1545-1563). In het huidige Frankrijk begon de hervormingsbeweging in de abdij van Saint-Vanne en breidde zich uit naar andere abdijen in Lotharingen. In september 1610 sloten ook een aantal abdijen uit het Franse kroondomein zich aan bij de beweging, maar omdat Lotharingen niet bij Frankrijk hoorde besloot het kapittel in 1618 een nieuwe Franse congregatie op te richten en ze te wijden aan de heilige Maurius.  De nieuwe orde werd door paus Gregorius XV bevestigd op 17 mei 1621. Het hoofdhuis werd in 1632 gevestigd in de abdij van  Saint-Germain-des-Prés in Parijs, nadat die zich bij de congregatie had aangesloten. In de loop van de 17e eeuw sloten bijna alle Franse abdijen zich aan bij deze congregatie behalve de abdijen van de orde van Cluny. Vele abdijen werden verplicht over te gaan naar de nieuwe congregatie omdat Lodewijk XIII, de koning, en zijn ministers Richelieu en Mazarin van oordeel waren dat het makkelijker was de abdijen te controleren als ze onder één hoofdhuis verzameld waren.

## Hervorming
De aansluiting bij de mauristen kon aangevraagd worden door de abt of de commendatair abt, een groep van de monniken, de bisschop of een van de groten van het koninkrijk. Nadat na lange discussies de beslissing was genomen, werd de abdij overgenomen door een tiental mauristen en de aanwezige monniken stonden hun plaats en functies af. Ze mochten wel in de abdij blijven wonen en kregen een pensioen toegekend. Sommigen sloten zich aan bij de hervorming. Aan het hoofd van de abdij werd naast de abt of de commendatair abt een prior aangesteld. De prior nam de leiding over.
Elke abdij maakte deel uit van een groep van kloosters. De congregatie had de regels van de abdijen van Montecassino en Sainte-Justine van Padua overgenomen, mits een aantal aanpassingen. Die regels waren conform met de meeste hervormingen in de benedictijnerorde in de 16e en 17e eeuw voorgeschreven door het Concilie van Trente. Dat had een hergroepering van abdijen in congregaties voorschreven.
De regel van Benedictus werd opnieuw strikter toegepast en er werd meer aandacht besteed aan het gegeven van het "slot". De monniken konden veel minder makkelijk het klooster verlaten voor een kortere of langere periode, de contacten met de buitenwereld werden beperkt. Daarnaast was ook de "stilte" een belangrijk element hoewel niet absoluut. Gesprekken werden beperkt tot de echt noodzakelijke communicatie. Het regime werd wel afgezwakt door het toestaan van twee "recreaties" per dag. Ook de gelofte van "armoede" werd opnieuw ernstig genomen, de monniken mochten geen privé bezit hebben.
De dagelijkse verplichtingen zoals het bijwonen van het koorgebed werden eveneens strikt geregeld. Er werden hierop geen uitzonderingen gemaakt voor de "geleerden" van de orde. Bijvoorbeeld van Jean Mabillon, een van de grootste geleerden die de orde voortbracht, weet men dat hij zijn dagelijkse verplichtingen strikt nakwam ondanks zijn studiewerk.

## Een orde van geleerden
Heel dikwijls wordt de nadruk gelegd op de intellectuele strekking van de Congregatie van Saint-Maur. Het staat vast dat deze congregatie zeer belangrijk was voor het intellectuele leven in de 17e en 18e eeuw en een aantal grote geleerden leverde zoals Jean Mabillon en Luc d'Achery. Niet alle mauristen waren briljante geleerden, er waren uiteraard ook monniken nodig die zich met de dagelijkse beslommeringen moesten bezighouden.
De mauristen hebben een indrukwekkend getuigenis nagelaten van hun intellectuele arbeid. De orde leverde 220 schrijvers op en meer dan 700 werken, zonder rekening te houden met wat in voorbereiding was toen de orde tijdens de Franse Revolutie werd afgeschaft.

## Prominente mauristen
- Luc d'Achery (1609–1685)
- Jacques Alexandre (1653-1734)
- Dom Bédos de Celles (1709–1779)
- Ambroise Chevreux (1728–1792)
- Charles Clémencet (1703–1778)
- Pierre Coustant (1654–1721)
- Maurus Dantine (1688–1746)
- Léger Marie Deschamps (1716–1774)
- Ursin Durand (1682–1771)
- Michel Félibien (1665–1719)
- Jacques Du Frische (1640–1693)
- Michel Germain (1645-1694)
- Robert Guérard (1641–1715)
- Guy Alexis Lobineau (1666–1727)
- Jean Mabillon (1632–1707)
- Edmond Martène (1654–1739)
- Nicolas-Hugues Ménard (1585–1644)
- Bernard de Montfaucon (1655–1741)
- Antoine-Joseph Pernety (1716–1796)
- Thierry Ruinart (1657–1709)
- Claude Estiennot de la Serre (1639–1699)
- René-Prosper Tassin (1697–1777)
- Charles-François Toustain (1700–1754)
- Joseph Vaissète (1685–1756)

## Weblinks
- (fr) René-Prosper Tassin, Histoire littéraire de la Congrégation de Saint Maur, ordre de Saint Benoît,  Humblot, Paris, 1770, 800 p., online raadplegen, nog steeds het standaardwerk.
- (fr) Le site Français des abbayes et prieurés de la Congrégation de Saint-Maur
- (fr) Op de website van Soullagé vindt men veel informatie over de Congregatie van Saint-Maur, beroemde leden ervan en aanverwante items.